# Sint-Gertrudiskerk (Machelen)

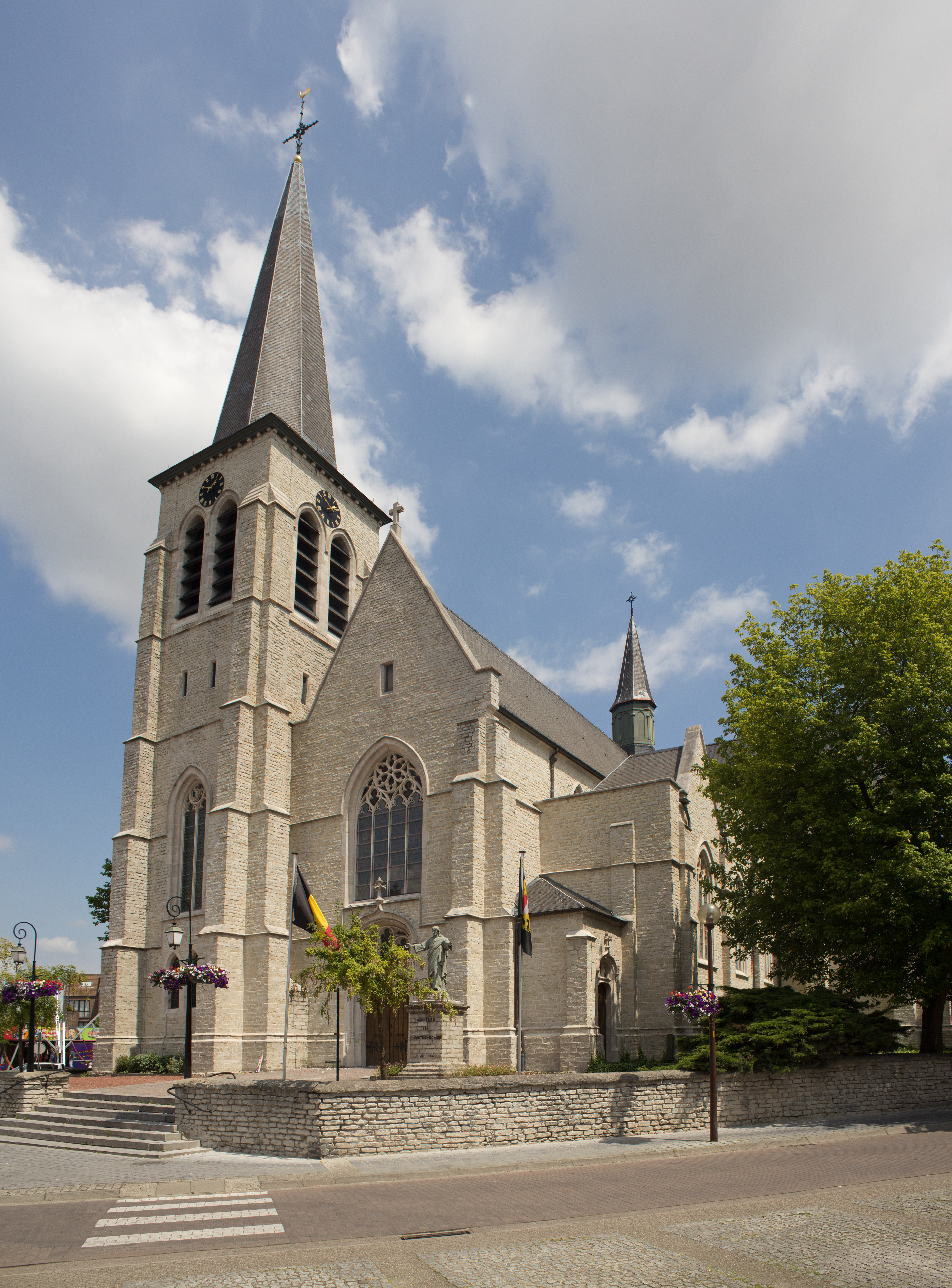
Sint-Gertrudiskerk

De Sint-Gertrudiskerk is de parochiekerk van de Vlaams-Brabantse plaats Machelen, gelegen aan de Kerklaan.

## Geschiedenis
Mogelijk ligt een 9e-eeuws hofkerkje in het domein van de Abdij van Nijvel ten grondslag aan de parochie van Machelen. In 1224 was voor het eerst sprake van een zelfstandige parochie. Toen kwam het tiendrecht aan het Sint-Goedelekapittel te Brussel.
Omstreeks 1489 werd de kerk door brandstichting verwoest. In 1500 werd met de herbouw begonnen. Omstreeks 1550 stopte de bouw wegens geldgebrek, nadat koor en transept gereed waren gekomen.
Van 1584-1592 werd, tijdens de godsdiensttwisten, de kerk zwaar beschadigd. Daarna werd de kerk hersteld en in 1604 opnieuw ingewijd. Einde 19e eeuw was de kerk te klein geworden. Van 1899-1901 werd een nieuwe kerk gebouwd waarbij materiaal van de oude, nu gesloopte, toren werd gebruikt. Architect was Gustave Hansotte. In 1906 werd een vieringtorentje gebouwd.
In 1943 werd de torenspits op last van de Duitse bezetter afgebroken om in 1952 weer te worden herbouwd.

## Gebouw
Het betreft een in witte zandsteen uitgevoerde georiënteerde driebeukige kruiskerk met naastgebouwde neogotische westtoren welke vijf geledingen heeft. Het laatgotisch koor werd naar het westen toe uitgebreid met een neogotisch kerkschip. De transeptarmen zijn laatgotisch.

## Interieur
Het interieur wordt overkluisd door kruisribgewelven.
De kerk bezit een schilderij uit 1634, Sint-Gertrudis op haar sterfbed toegeschreven aan Jan Cossiers. Een Kroning van Maria met Kind is uit de eerste helft van de 17e eeuw. De Heilige Familie met de kleine Johannes en Jezus wordt bespot door de soldaten zijn 18e-eeuws. Daarnaast zijn er een aantal 19e-eeuwse schilderijen.
Van omstreeks 1500 is een gepolychromeerd houten beeld van Sint-Antonius. Uit de 16e eeuw is een houten beeld van Sint-Gertrudis. Er zijn 18e-eeuwse terracottabeelden van Sint-Antonius Abt en Sint-Laurentius. Daarnaast zijn er enkele gepolychromeerd houten en gipsen beelden ut de 19e eeuw.
Het hoofdaltaar is van 1900. De gemarmerd houten zijaltaren zijn uit de 7e en 18e eeuw. De biechtstoelen zijn van 1663 en 1770. De kerk heeft 17e- en 18e-eeuwse grafstenen. De glas-in-loodramen zijn van begin 20e eeuw.